# Michio Mamiya
Michio Mamiya (Japans: 間宮芳生, Mamiya Michio) (Asahikawa, 29 juni 1929 – 11 december 2024) was een Japans componist en muziekpedagoog.

## Opleiding en werkzaamheden
Vanaf 1940 kreeg hij compositieles van Moroi Saburo. Hij was een leerling van Hiroshi Tamura in het vak piano en van Tomojioro Ikenouchi in het vak compositie aan de Tokyo National University of Fine Arts and Music. Zijn hart sloeg voor de oorspronkelijke Japanse muziek, alhoewel hij probeert in zijn werken een synthese van de Europese muziek en de traditionele Japanse muziek te verwezenlijken. Ook de authentieke muziek van talrijke andere Aziatische landen, van Afrika en Scandinavië heeft hij bestudeerd. Als docent gaf hij workshops en colleges in Finland, de voormalige Sovjet-Unie, Canada, de Verenigde Staten van Amerika, Hongarije en de China.
Hij was docent aan de Tokyo National University of Fine Arts and Music, alsook aan de Toho Gakuen School of Music. Hij kreeg voor zijn werken talrijke prijzen en onderscheidingen in binnen- en buitenland.
Mamiya overleed op 11 december 2024 op 95-jarige leeftijd aan een longontsteking.

## Composities

### Werken voor orkest
- 1959 Concerto, voor viool en orkest
- 1963 Composition for Chorus nº 4 "Children's Field", voor kinderkoor en orkest
- 1965 Deux Tableaux, voor orkest
- 1970 Concerto per pianoforte nº 2
  1. Molto lento - Vivace - Lento
  2. Allegretto
- 1971 Concerto, voor orkest
- 1975 Concerto, voor cello en orkest
- 1978 Concerto, voor orkest
- 1985 Tableau pour Orchestre '85
- Chasse au tigre en Inde
- Concerto No. 3, voor piano en orkest
- Le joyeux cocher
- Mates of the Earth

### Werken voor harmonieorkest
- 1986 Overture for Band
- March: Glory Of Catalonia
- Third movement from "Composition for choir no. 7" "Manmosu no haka"

### Koorwerken
- 1962 Composition for Chorus II voor gemengd koor
- 1963 Children's Field
- 1963 Composition for Men's Chorus No. 6
- 1972 Mammoth Cemetery voor vrouwenkoor
- 1974 Karasu Kanemon Kanzaburo Lied vanuit de Regio Hiroshima voor kinderkoor
- 1978 Até netsik voor vrouwenkoor (SSA) - teksten: Clive W. Nichol
- 1981 Composition for Chorus No. 10
- 1983-1999 Etudes for Chorus
  1. Etude I
  2. Etude II
  3. Etude III
  4. Etude IV
  5. Etude V
  6. Etude VI furyu
  7. Etude VII rhythm and shōga
  8. Etude VIII harmony
- 1984 Composition for Chorus No. 11 voor gemengd koor
- 1986 Composition for Chorus No. 12
- 1988 Motet Vernale
- 1993 Composition for Chorus No. 13
- 1994-1995 Kigi no uta (Song of Trees) samen met Olli Kortekangas gecomponeerd, voor kinderkoor en percussie op teksten van Hajime Kijima en Samuli Paulaharju (Japans, Fins, Engels)
- 1994 Composition for Chorus No. 14 voor mannenkoor
  1. Shingon
  2. Kanjô
  3. Kassatzu
- 1994 Composition for Chorus No. 15
- 2004 Composition for Chorus No. 16 voor gemengd koor
- 5 Children's songs voor kinder- of vrouwenkoor
- Chiran-Bushi
- Compositions for Chorus I
- Composition for Chorus No. 3
- Otedama-Uta voor kinderkoor
- Sakura, Sakura
- Shishimai Lied van de Prefectuur Yamanashi
- Toryanse
- Yamanakabushi

### Kamermuziek
- 1958 Sonata, voor twee violen en piano
- 1962 Three Movements, voor blaaskwintet
- 1963 String Quartet No. 1
- 1966 Sonata voor viool, piano, slagwerk en contrabas
- 1968 Sonata voor viool solo
- 1968-1969 Sonata, voor cello solo
- 1970 Sonata voor viool solo
- 1971 Serenade voor sopraan, 2 violen, viola, cello en piano
- 1972 Six Japanese Folk Songs voor cello en piano
- 1974 Homage to Chestnut Hill voor viool, cello en piano
- 1977 Piano trio voor piano, viool en cello (gecomponeerd op verzoek van het Kuhmo Chamber Music Festival in Finland). Première op 3 augustus 1977
- 1980 String Quartet No. 2
- 1983 String Quintet
- 1987 Gen-Ya, voor viool en piano
- 2001 Serenade No. 3 "Germ" sopraan, twee violen, viola, twee celli en slagwerk, op teksten van Walt Whitman en Hajime Kijima
- 5 Finnish Folk Songs
  1. Miero vuotti uutta kuuta
  2. Joiku of reindeer for winter
  3. The day of Deer dance
- Postzegel voor zangeres of zanger, twee blokfluiten en luit
- Concerto for 9 players  voor klein ensemble
- Japanese Folk Song Collection voor sopraan of bariton en piano
- Lullaby - Wavvuuvuumira voor sopraan en piano
- Nihon no Uta voor sopraan of bariton en piano

### Werken voor piano
- 1952 Three Movements voor twee piano's
- 1972 Three Preludes voor piano
- 1973 Deuxieme Sonate pour piano
- 1977-1984 Six Preludes
- 1987 Sonata No. 3, "Spring"
- 3 Invention voor piano
- A crisscross bustling dialogue
- Concerto No. 3 voor twee piano's
- Sonata No. 1
- Sonata No. 2
- Differencias voor piano

### Theatermuziek
- 1959 Mukashibanashi hitokai Tarobei (Tarobei van de slavenhandelaren), Radio-opera, eenakter - Libretto: Ichiro Wakabayashi
- 1963 Gion-Festival, Ballet
- 1965 Nihonzaru Sukitoorime (De helziende apenschilder), Radio-opera, eenakter - Libretto: Hajime Kijima
- 1974 Naru-Kami, Televisieopera, eenakter (Onderscheiden in 1974 met de Grand Prix van het compositieconcours in Salzburg)
- 1990 Yonaga-hime to Mimio (Yonaga-hime und Mimio), Opera, eenakter
- 1991 Chisaki Mono no Uta-monogatari: Tobikura Giga-kan, Muzikaal sprookje voor kinderen voor Kyogen-acteur, shōmyō (boeddhistische gezangen), kinderkoor, 3 fluiten, Biwa en 4 slagwerkers
- 1992 The Path of the White Wind voor 2 Nō-acteurs en 3 slagwerkers
- 1999 Sugaebon Oku-jooruri, Dramatische ballade naar het boek van Sugae) voor zanger, Japanse instrumenten en slagwerk, in 3 delen

### Werken voor slagwerkensemble
- Chojugiga voor slagwerk en contrabas

### Muziek voor traditionele Japanse instrumenten
- 1957 Music for 3 Kotos
- 1957 Music for 4 kotos
- 1988 Kio, Ode aan de Japanse dichter Kio Kuroda, voor cello en shakuhachi (traditioneel Japans instrument = bamboefluit)
- Quartet for Shakuhachi, Sangen & Two Kotos

### Filmmuziek
- 1987 Hotaru no Haka

- Bibsys: 14032436
- Biblioteca Nacional de España: XX5329859
- Bibliothèque nationale de France: cb139945052 (data)
- Catàleg d'autoritats de noms i títols de Catalunya: 981060918097506706
- CiNii: DA04259070
- Gemeinsame Normdatei: 134711912
- International Standard Name Identifier: 0000 0000 8177 1675
- Library of Congress Control Number: n81008084
- Nationale Bibliotheek van Letland: 000120536
- MusicBrainz: 81af5da9-e4eb-4f70-a2b5-6c02f3790d0b
- Bibliotheek van het Japanse parlement: 00112060
- Nationale bibliotheek van Australië: 36049204
- Nationale Bibliotheek van Israël: 987007442089105171
- Nationale Bibliotheek van Polen: a0000002937491
- Nederlandse Thesaurus van Auteursnamen: 328614300
- Réseau des bibliothèques de Suisse occidentale: 02-A014028015
- Système universitaire de documentation: 080200605
- Trove: 1201883
- Virtual International Authority File: 110946763
- WorldCat: E39PBJqFQY9kfHMjyhg3ChQQbd